# داوود
داوود (به عبری: דָּוִד، به معنای «محبوب») مطابق روایت تنخ به مدت ۴۰ سال در حدود سال‌های ۱۰۱۰ تا ۹۷۰ قبل از میلاد پادشاه سلطنت متحده اسرائیل بود. اکثر محققان داوود را شخصیتی تاریخی می‌دانند اما اعتقاد دارند او به‌معنای واقعی کلمه یک پادشاه نبوده و روایات دینی در موردش اغراق کرده‌اند.
مطابق روایت تنخ، بعد از بروز اختلاف میان یهوه و شائول، یهوه به سموئیل دستور داد نزد یسی برود و پسر او را به عنوان پادشاه جدید مسح کند و او نیز داوود را یافت و چنین کرد. مدتی بعد، داوود به عنوان نوازنده به دربار شائول برده شد و صدای ساز او پادشاه را از روح شیطانی که آزارش می‌داد در امان نگه می‌داشت. در ادامه روایت، میان اسرائیل و فلیسطی‌ها جنگی درگرفت و داوود در این جنگ به عنوان پهلوان اسرائیل با جالوت که پهلوان فلیسطی‌ها بود جنگید و او را شکست داد. روایت می‌گوید بعد از جنگ، داوود میان اسرائیلیان بسیار محبوب شد و این حسادت شائول را برانگیخت که باعث شد داوود از ترس جانش فرار کند اما در واقعیت احتمالاً او برای غصب سلطنت تلاش کرده و شکست خورده‌است. داوود سپس مدتی با غارت دهکده‌های اطراف گذران زندگی کرد و نهایتاً، به عنوان مزدور به خدمت فلیسطی‌ها درآمد.
داوود با کمک ابیجایل توطئه کرد و نابال، شوهر ابیجایل که مرد ثروتمندی بود، را به قتل رساند. سپس ابیجایل را به زنی گرفت و ثروت نابال را تصاحب کرد؛ در اثر این اتفاقات بر قدرتش افزوده شد و بزرگان یهودا او را پادشاه اعلام کردند. در ادامه، میان فلیسطی‌ها و اسرائیل جنگی درگرفت که شائول در آن کشته شد و پسر او ایشبعل با کمک فرمانده ارتش ابنیر به قدرت رسید اما مدتی بعد داوود هر دو را با توطئه به قتل رساند و راه سلطنت اسرائیل برایش هموار شد. او در آغاز سلطنتش بر اسرائیل اورشلیم را فتح کرد و پایتختش و همچنین تابوت عهد را به آن شهر انتقال داد.
داوود در سال‌های بعدی سلطنت خود با بث‌شبع که همسر اوریای حتی بود، زنا کرد و با حامله‌شدن بث‌شبع، داوود برای قتل اوریا توطئه‌چینی کرد. بعد از این اتفاقات، خدا ناتان نبی را نزد داوود فرستاد تا او را سرزنش کند و به او اطلاع داد فرزند اولش از بث‌شبع، خواهد مُرد و خانواده‌اش درگیر جنگ خواهد شد. چندی بعد، امنون پسر ارشد و ولیعهد داوود به خواهر خود تامار تجاوز کرد اما داوود که امنون را بسیار دوست می‌داشت، او را مجازات نکرد. ابشالوم، برادر تنی تامار، برای انتقام امنون را کشت و بر داوود شورید و او را از اورشلیم بیرون راند اما داوود موفق شد شهر را پس بگیرد و ابشالوم را بکشد. ادامه روایت داوود را چون پیرمردی نمایانده که قدرت جسمی و ذهنی خود را از دست داده‌است؛ بث‌شبع و ناتان نبی با همکاری هم داوود را فریب دادند تا سلیمان پسر بث‌شبع را به جای آدونیا که وارث قانونی بود، جانشین خود کند. داوود پذیرفت و اندکی بعد مرد و در اورشلیم دفنش کردند.
هر چند اکثر محققان معاصر داوود را شخصیتی تاریخی محسوب می‌کنند اما اعتقاد دارند که روایات دینی دربارهٔ زندگی و سلطنت او صحیح نیستند. آنان داوود را مبارزی تشنه قدرت می‌دانند که خصیصه‌های اخلاقی‌اش با معیارهای امروز همخوانی نداشته‌است. او قلمرو، قدرت و دستاوردهای محدودتری از آنچه تنخ می‌نمایاند داشته و نویسندگان تنخ ضعف‌هایش را پوشانده و دربارهٔ او بزرگنمایی کرده‌اند. در نظر تاریخ‌پژوهان، داوود به معنای واقعی کلمه یک پادشاه نبوده و باید در نقطه‌ای میان پادشاهان و خان‌ها عشیره‌ای قرار داده شود. همچنین، دسته دیگری از محققان صحت تاریخی روایات تنخ را به کل رد می‌کنند و داوود را شخصیتی افسانه‌ای و مشابه شاه آرتور می‌دانند که بعدها به وجود آمده‌است. داوود شخصیت مورد توجهی در ادیان ابراهیمی، هنر، ادبیات و سیاست بوده و هست.
«مسیحا» یا «مسیح» که در تنخ لقب داوود است، لقب پادشاهان یهودا از سلسلهٔ داوود هم بود. از زمان سقوط پادشاهی یهودا و تبعید به بابل، یهودیان به انتظار روزی ماندند که شاهزاده‌ای از نسل داوود پادشاهی سلسله را برقرار کند. به همین دلیل، «مسیح» به اصطلاحی برای منجی آخرالزمانی یهودیت تبدیل شد. در طول تاریخ، یهودیان بسیاری مدعی نسل بردن از داوود و فرارسیدن آخرالزمان شدند و جنبش‌های مسیحایی مختلفی را پایه گذاشتند. یکی از این جنبش‌ها به رهبری عیسی ناصری، واعظ یهودی اهل جلیل که در انجیل‌ها از نسل داوود معرفی شده، منجر به ظهور دین مسیحیت شد. در اسلام، داوود یکی از پیامبران خدا محسوب می‌شود و قرآن او را «خلیفه الله» خوانده‌است. قرآن اشاره‌هایی گذرا به سرگذشت داوود کرده که نشان می‌دهد آن داستان‌ها از قبل نزد اعراب رایج بوده‌اند. روایت زنای داوود با بث‌شبع در قرآن وجود ندارد اما داستانی که ناتان پس از رابطه داوود با بث‌شبع برای سرزنش او تعریف کرد به گونه‌ای دیگر در قرآن بازگو شده‌است. در تفاسیر اولیه اسلامی، داستان توبه داوود در قرآن را به زنای او با بث‌شبع مرتبط دانسته‌اند ولی با گذشت زمان و شکل‌گیری مفهوم «عصمت» پیامبر نزد مسلمانان، مفسران از این تفسیر فاصله گرفتند و روایات اسلامی و به‌خصوص منابع شیعه، اغلب آن را از تحریفات دینی حساب آورده‌اند.

## منبع‌شناسی
کتاب اول سموئیل (از باب ۱۶ به بعد)، کتاب دوم سموئیل و ۲ باب اولیه کتاب اول پادشاهان منابع اصلی زندگی داوود هستند. همچنین اطلاعاتی در کتاب اول تواریخ نیز وجود دارد. در گذشته تصور می‌شد کتب سموئیل و پادشاهان را در دربار اورشلیم در قرن دهم قبل از میلاد (قرن سلطنت داوود و سلیمان) نوشته‌اند. امروزه این فرضیه اعتباری ندارد و تاریخ‌پژوهان به این نتیجه رسیده‌اند که ثبت مکتوب تاریخ تا قبل از قرن هشتم قبل از میلاد در اسرائیل وجود نداشته‌است. مطابق فرضیه مستند، اسفار یوشع، داوران، سموئیل و پادشاهان همگی توسط یک نفر نوشته شده‌اند و بر این منبع مشترک اصطلاحاً نام تاریخ تثنوی نهاده شده‌است. تاریخ تثنوی احتمالاً در اواخر قرن هفتم یا اوایل قرن ششم قبل از میلاد (دوره تبعید) نوشته شده‌است. برخی محققان این فرضیه که تاریخ تثنوی با استفاده از اسناد قدیمی‌تر نوشته شده را رد می‌کنند و اعتقاد دارند اورشلیم تا قبل از قرن هشتم قبل از میلاد پایتخت دولت اسرائیل نبوده‌است؛ لذا مطالب مربوط به سلطنت متحده (شائول، داوود و سلیمان) کاملاً با استفاده از مطالب شفاهی گرد آمده‌اند و خالی از هر گونه اساس تاریخی هستند. به داوود در مزامیر هم اشاره شده اما تاریخی بودن آن‌ها مشخص نیست.

## سرگذشت
اسرائیلیان ابتدا پادشاه مشخصی نداشتند و مسائل آن توسط گروهی به نام داوران حل می‌شد. بعد از اینکه آن‌ها از یهوه درخواست پادشاهی کردند، او شائول را به عنوان اولین پادشاه اسرائیل برگزید. خدا ابتدا بنا داشت حکومت سلسله شائول بر اسرائیل را تا ابد حفظ کند، ولیکن زمانی شائول بدون حضور لاویان برای او قربانی کرد، نظرش را تغییر داد. در ادامه، خدا به شائول دستور می‌دهد عمالیقیان را که دشمن اسرائیل بودند به‌طور کامل نابود کند؛ شائول نیز چنین می‌کند اما گوسفندان آن‌ها را نمی‌کشد و آن‌ها نگه می‌دارد تا قربانی کند. بعد از این اتفاق، خدا بر سموئیل نازل می‌شود و به او می‌گوید: «پشیمان شدم که شائول را پادشاه کردم.»

### جوانی و حضور در دربار شائول

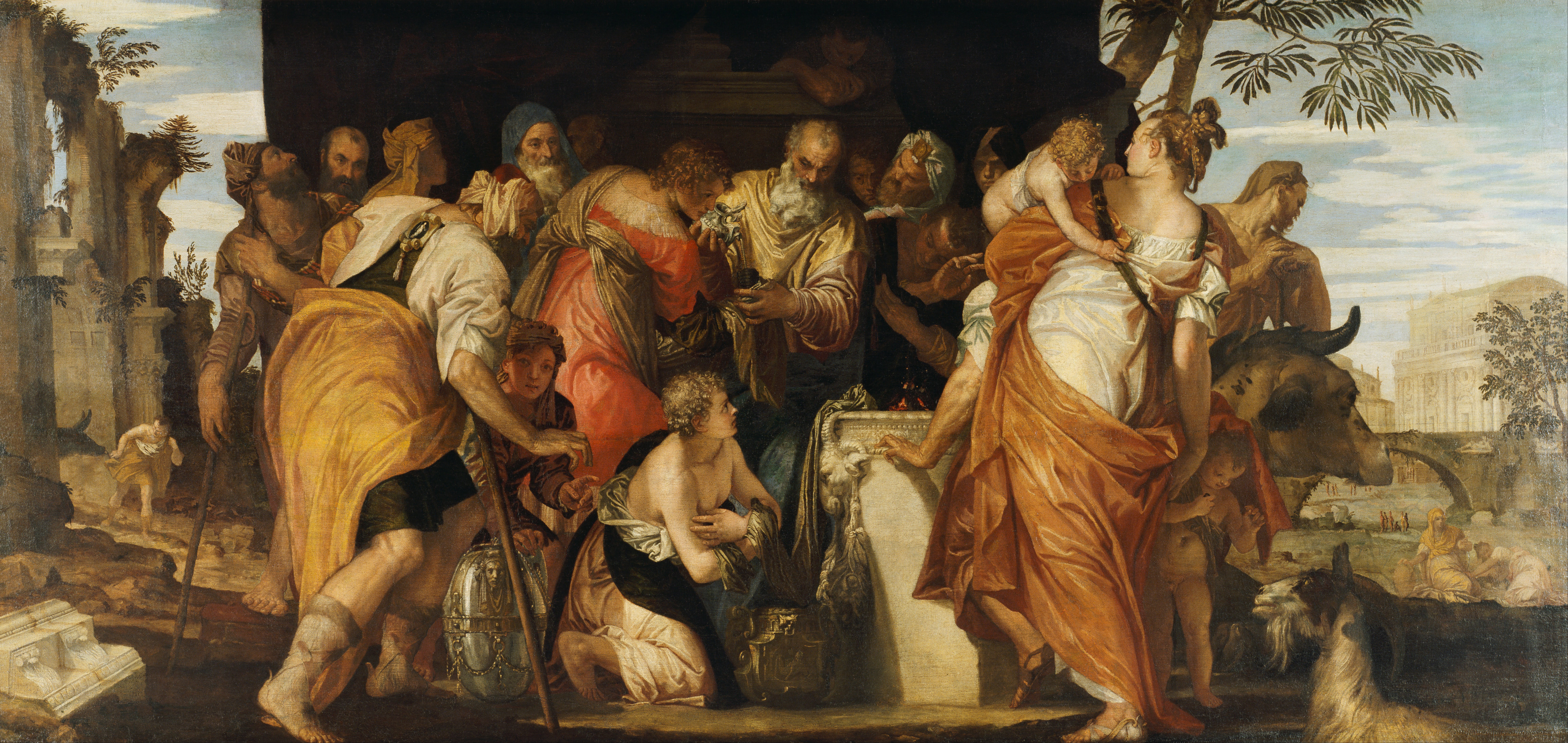
مسح‌شدن داوود توسط سموئیل

پس یهوه سموئیل را مأمور می‌کند که به بیت‌لحم برود و پادشاه را میان پسران یسی بیابد. سموئیل هفت پسر یسی را دید ولیکن به او گفت که خداوند هیچ‌یک از آنان را انتخاب نکرده‌است. او سپس به یسی می‌گوید آیا تو پسر دیگری داری و او پاسخ می‌دهد که کوچک‌ترین پسر که مشغول چراندن گوسفندان است، هنوز مانده‌است. یسی داوود را نزد سموئیل می‌برد و در این هنگام یهوه به سموئیل می‌گوید که «برخیز و او را مسح کن. او همان فرد (مسیح) است.» ساموئل روغن مقدس مسح را می‌گیرد و داوود را مسح می‌کند. روح یهوه بر داوود مستولی می‌شود و شائول را ترک می‌کند.
بعد از اینکه روح یهوه شائول را ترک کرد، یک روح شیطانی به فرمان او تا آخر عمر شائول را آزار می‌داد. درباریان جهت آرام‌کردن شائول، به او پیشنهاد کردند یک نوازنده در دربار خود استخدام کند تا آهنگ‌هایش سبب آسایش پادشاه شود. شائول پذیرفت و آنان را مأمور یافتن نوازنده‌ای کرد؛ یکی از ایشان گفت «پسر یسی نوازنده‌ای چیره‌دست است و خدا با اوست.» وقتی داوود را به دربار خواندند، یسی او را به همراه نان و شراب و یک بزغاله نزد شائول فرستاد. پادشاه او را پسندید و علاوه بر نوازنده، سلاح‌دار خود نیز کرد. هر زمان که روح شیطانی می‌آمد، داوود می‌نواخت و روح دور می‌شد.
داوود مدتی را نزد شائول سپری کرد اما مرتبه بعدی که در روایت ظاهر می‌شود، او به بیت‌لحم بازگشته‌است. چند سال پس از جنگ شائول با عمالیق، اسرائیل دوباره با فلیسطی‌ها وارد جنگ شده بود. چون نتیجه جنگ در زمین نبرد مشخص نشد، طرفین تصمیم گرفتند به جنگ تن به تن رو آورند. فلیسطی‌ها جالوت از شهر جت که غول عظیم‌الجثه‌ای بود را به عنوان پهلوان خود انتخاب کردند اما اسرائیلی‌ها که از دیدن او هراسان شده بودند، نتوانستند کسی را بیابند که به خاطر اسرائیل و یهوه با او مبارزه کند. برادران داوود از سربازان ارتش شائول بودند؛ یسی داوود را روانه اردوگاه شاهی می‌کند تا از حال برادرانش خبردار شود. زمانی‌که داوود به میدان نبرد رسید، جالوت دوباره سمت اسرائیلیان آمد و حریف طلبید اما باز هم کسی حاضر به جنگ نشد. داوود که از «به ننگ آمدن لشکر خدا» ناراحت شده بود، نزد شائول رفت و خودش را داوطلب مبارزه کرد. شائول لباس خود را بر تن او کرد و داوود که مبارزه با شمشیر را بلد نبود، با فلاخن و چوبدستی روانه میدان شد. سنگی به سمت جالوت پرتاب کرد و به سرش اصابت کرد و او را کشت. پس داوود شمشیر جالوت را برداشته و سر از تنش جدا کرد. فلیسطی‌ها که مرگ پهلوانشان را دیدند، فرار کردند.

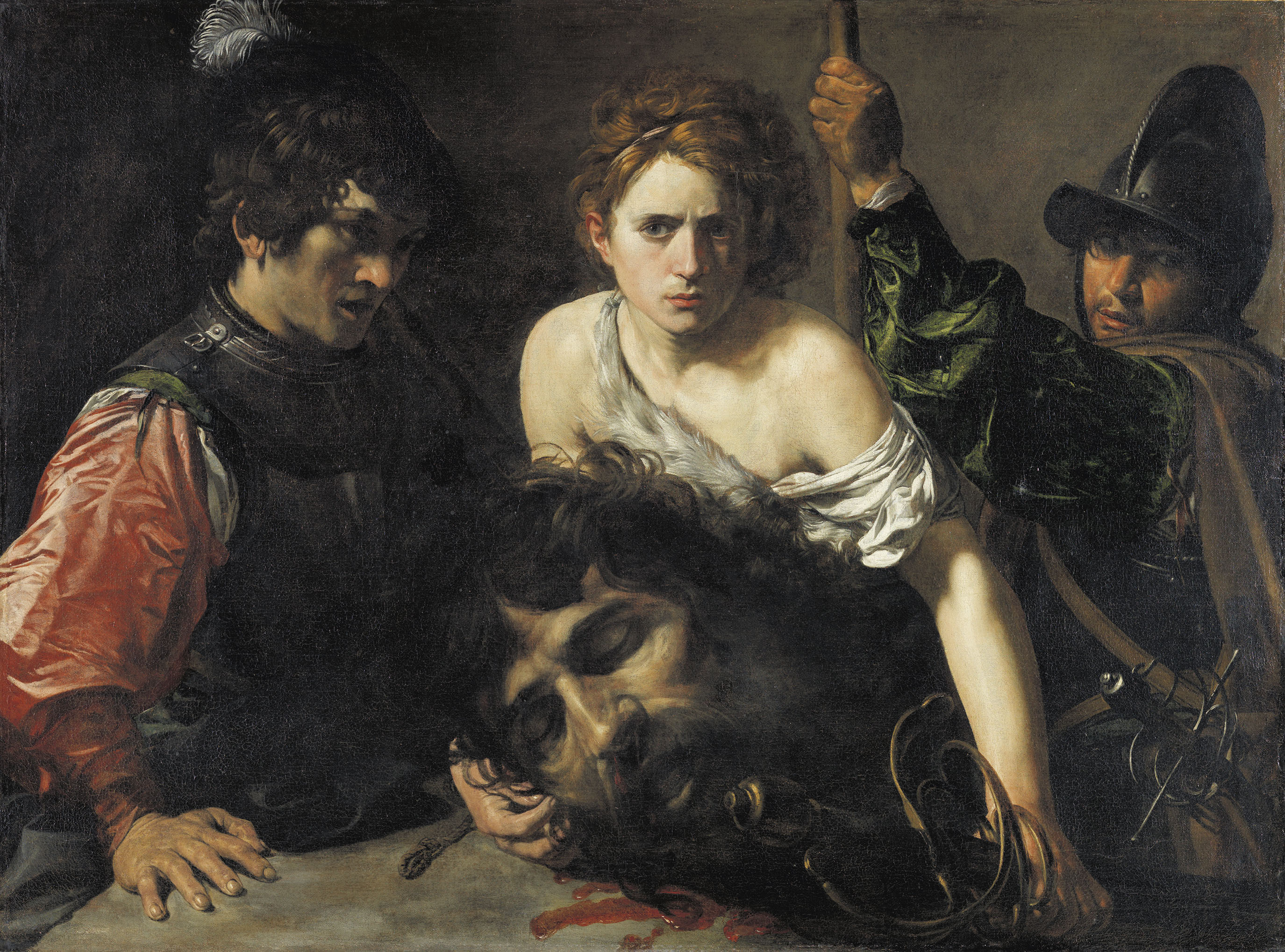
داوود با سر بریده جالوت. در افسانه‌های قدیمی‌تر، کشنده جالوت الحانان بن یعری نام داشته و نام پهلوانی که داوود با او مبارزه کرد ذکر نشده، اما نهایتاً این دو افسانه را با یکدیگر ترکیب کردند و قصه فعلی به وجود آمده‌است.

کاملاً روشن است که در روایات جوانی داوود مطالب دو منبع مختلف را ترکیب کرده‌اند زیرا وقتی شائول داوود را در میدان نبرد می‌بیند، او را نمی‌شناسد و بعد از پیروزی داوود بر جالوت، از او می‌پرسد تو پسر کیستی؟ (معنای دقیق‌تر اصطلاح عبری: تو کیستی؟) در متن فعلی داوود ۲ بار جالوت را می‌کشد—یک بار با فلاخن (آیه ۵۰) و یک بار با شمشیر (آیه ۵۱). ماجرای داوود و جالوت ابتدا قصه‌ای مستقل از روایت ترقی داوود در قدرت بوده‌است. نسخه فعلی داستان داوود و جالوت نسبت به نسخه‌ای که در منبع دی (یکی از منابعی که نویسندگان تنخ از آن استفاده کرده‌اند) وجود داشته بسیار طولانی‌تر است؛ به‌طور کلی افسانه‌هایی از این دست با گذر زمان شاخ و برگ بیشتری پیدا می‌کنند.
اندازه جثه جالوت در نسخه فعلی تنخ با آنچه در نسخه‌های قدیمی‌تر، مثل هفتادگانی و طومارهای دریای مرده، دیده می‌شود فرق می‌کند. جالوت در نسخه‌های قدیمی‌تر فردی قد بلند اما عادی است. توصیفات کتاب از زره او نیز بی‌اساس است زیرا به ظاهر جنگجویان فلیسطی در آثار باستانی شباهتی ندارد. تناقض دیگر آن است که کتاب دوم سموئیل باب ۲۱ آیه ۱۹ همین داستان را تکرار کرده، منتهی آنجا داوود نیست که جالوت را می‌کشد، بلکه نام پهلوان اسرائیلی الحانان بن یعری از بیت‌لحم است. نویسندگان کتاب اول تواریخ هم متوجه این تناقض شده بودند و این توضیح را اضافه کرده‌اند که الحانان برادر جالوت که لحمی نام داشت را شکست داد؛ پر واضح است که «لحمی» بخش دوم همان کلمه بیت‌لحمی (عبری: beth-lahmi) است. در نسخه فعلی مبارزه داوود با جالوت تنها ۲ بار نام جالوت ذکر شده و در قدیمی‌ترین نسخه تنخ، اصلاً به نام او اشاره نشده بلکه تنها «آن فلیسطی» خطاب شده‌است. این نشان‌دهنده آن است که در قدیمی‌ترین نسخه‌های این داستان، داوود کشنده جالوت نبوده، بلکه الحانان چنین کرده؛ بعدها قصه الحانان را با داستان معروف‌تر داوود ادغام کرده‌اند. در ادامه روایت شائول داوود را به‌طور دائمی به خدمت دربار خود می‌گمارد و همچنین به وعده خود مبنی بر دادن پاداش به پهلوان اسرائیل عمل می‌کند؛ او خانواده داوود را از مالیات معاف می‌کند و یکی از دخترانش را به همسری داوود درمی‌آورد.
بعد از جنگ دوستی عمیقی میان داوود و یوناتان، پسر شائول، شکل گرفت. همچنین شائول داوود را به فرماندهی ارتش اسرائیل منصوب کرد. با این حال، محبوبیت داوود حسادت شائول را برانگیخت. زمانی که آن دو از جنگ بازمی‌گشتند، زنان اسرائیلی با رقص و آواز به استقبالشان آمدند و گفتند «شائول هزار نفر خود را کشته و داوود ده هزار نفر خود را!» از این پس، شائول با شک به داوود می‌نگریست. نویسنده داستان تمام تقصیرها را متوجه شائول و داوود را کاملاً بی‌گناه می‌داند که نشان می‌دهد او طرفدار داوود بوده‌است. در واقعیت، منشأ دشمنی احتمالاً قدرت نظامی داوود و محبوبیت او بوده که برای تخت سلطنت خطرآفرین محسوب می‌شده‌است. همچنین، آواز زنان اسرائیلی نشان می‌دهد برخلاف آنچه روایات دینی می‌گویند، داوود در نبردهای متعددی شرکت کرده، اما نویسنده آن‌ها را کنار گذاشته و نبردش با جالوت را جایگزینشان کرده‌است.
در ادامه روایت، شائول نقشه‌هایی می‌ریزد تا خود را از شر داوود خلاص کند. اما همه این نقشه‌ها به گونه‌ای پیش می‌رود که به سود داوود تمام شود. مسئله تا جایی ادامه پیدا می‌کند که شائول به صورت عیان تلاش می‌کند داوود را از پیش رو بردارد. مانند باب قبلی، در این باب هم جزئیاتی وجود دارد که در ترجمه هفتادگانی کتاب مقدس یافت نمی‌شود و الحاقی هستند. جدایی داوود و شائول این‌گونه رقم می‌خورد که شائول بعد از یک نبرد، تلاش می‌کند با نیزه خود داوود را بکشد. داوود سپس به رامه نزد سموئیل فرار کرد. شائول سه گروه به دنبال او فرستاد، اما همه آن‌ها وقتی سموئیل و دیگر انبیاء را دیدند که نبوت می‌کنند، شروع به نبوت کردند. شائول با دیدن این شرایط، خود راهی رامه شد اما او هم با دیدن انبیا اختیار خود را از دست داد، لخت بر روی زمین افتاد و تمام شب نبوت کرد، به گونه‌ای که گفتند «شائول هم یکی از انبیا است؟» در ادامه داوود نزد یوناتان در جبعه می‌رود و یوناتان سپس تلاش می‌کند میان پدرش با داوود صلح برقرار کند، اما موفق نمی‌شود.
روی هم رفته، این قسمت از روایت متشکل از مضامین دینی و ادبی است و باید به صحت تاریخی آن شک داشت. داستان به گونه‌ای است که همه، حتی دختر و پسر شائول، داوود را دوست دارند و فقط پادشاه به او مشکوک است. اگر داوود تا این اندازه محبوب بود، شائول نمی‌توانست او را بیرون کند. تأکید زیاد نویسنده به بی‌گناهی داوود نشان می‌دهد که داوود واقعاً برای غصب قدرت تلاش کرده‌است. روایت ازدواج داوود با میکال، دختر شائول، احتمالاً غیر واقعی است و با هدف تبدیل داوود از غاصب سلطنت به وارث مشروع درست شده‌است. اغراق دربارهٔ دوستی داوود و یوناتان نیز واضح است. بدیهی است که ولیعهد داوطلبانه کناره‌گیری نمی‌کند تا شخص دیگری شاه شود. یوناتان در ادامه روایت به همراه پدرش در میدان نبرد کشته می‌شود. داوود در عزای او می‌گوید «عشق تو به من از عشق زنان بیشتر بود.» آیه مذکور این فرضیه را رواج داده که داوود و یوناتان عاشقان همجنس‌گرا بوده‌اند اما استیون مک‌کنزی این فرضیه را صحیح نمی‌داند.

### شورش داوود

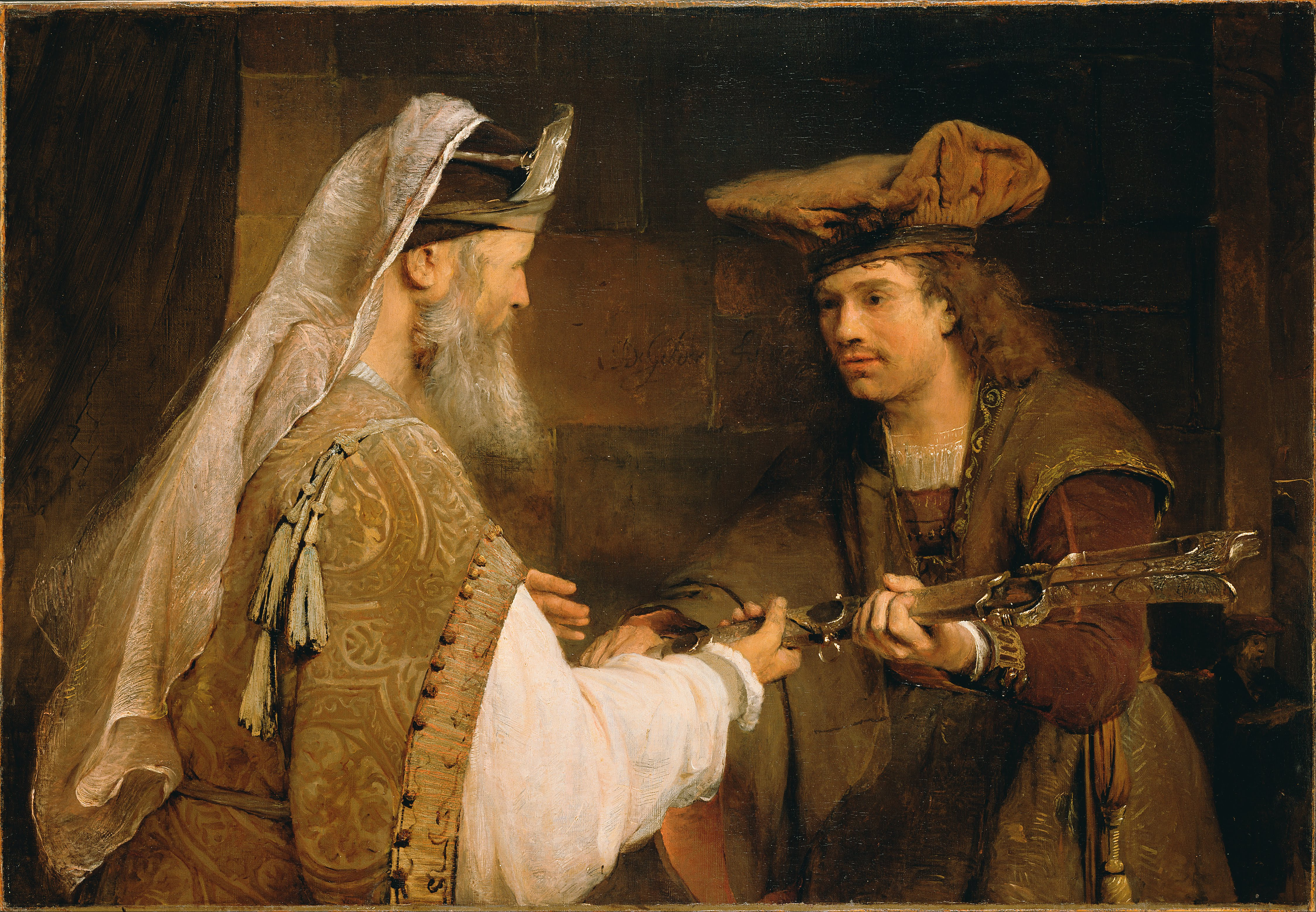
اخیملک شمشیر جالوت را به داوود می‌دهد.

باقی اطلاعات موجود در کتاب اول سموئیل دربارهٔ نحوه فرار داوود و پنهان شدن او در بیابان‌های یهوداست. او منطقه و مردم آن را خوب می‌شناخت و به سرعت برای خود سپاه شورشی کوچکی درست کرد. داوود و مردانش با غارت دهکده‌های اطراف گذران زندگی می‌کردند. باب‌های ۲۱ تا ۲۳ کتاب اول سموئیل به ملاقات داوود و اشخاص برجسته حکومت شائول، به خصوص روحانیون، پرداخته تا حمایت آنان از داوود را نشان دهد. باب ۲۴ کتاب اول تا باب یکم کتاب دوم نیز مربوط به جنگی است که شائول در آن کشته می‌شود. داوود در این جنگ حضور ندارد که باز تأکید نویسنده بر بی‌گناهی داوود را می‌رساند.
بر اساس باب‌های ۲۱ تا ۲۳، داوود ابتدا به نوب نزد اخیملک که کاهن اعظم آنجا بود، گریخت. او به روحانیون اطلاع نداد که در حال فرار از شائول است. اخیملک غذا و شمشیر جالوت را در اختیار داوود می‌گذارد. شائول که در جبعه بود، از کمک روحانیون به داوود با خبر می‌شود. او اخیملک را نزد خود می‌خواند و ادعای او مبنی بر بی‌خبری از دشمنی میان داوود و شائول را نمی‌پذیرد؛ نتیجتاً، او را اعدام و دهکده آنان را نابود می‌کند. نویسنده تأکید زیادی بر دیوانگی شائول دارد و می‌گوید او قصد داشت با کشتن روحانیون، دین پرستش یهوه را در اسرائیل نابود کند، اما داوود با پناه‌دادن به ابیاتار پرستش یهوه را نجات می‌دهد. همچنین تأکید شده که داوود تحت محافظت یهوه بود. به همین جهت، دربارهٔ صحت تاریخی این بخش تردید وجود دارد. روایت ملاقات داوود و یوناتان در این بخش که در آن یوناتان داوود را شاه می‌نامند، جعلی است.
باب‌های ۲۴ و ۲۶ دو نسخه متفاوت از یک داستان هستند و با هدف اثبات بی‌گناهی داوود نوشته شده‌اند. به گفته قصه اول، شائول بعد از جنگ با فلیسطی‌ها، در حالی‌که در تعقیب داوود بود، وارد غاری شد که داوود و سربازانش نیز همان‌جا بودند اما شائول نمی‌دانست. در نتیجه، داوود فرصت کشتن او را داشت اما تصمیم گرفت «مسیح یهوه» را نکشد. وقتی شائول غار را ترک کرد، داوود خود را به او رساند و برای اثبات بی‌گناهی خود، آنچه گذشته بود را برای او بازگفت. شائول او را می‌بخشد و حتی اعتراف می‌کند پادشاهی اسرائیل روزی به داوود خواهد رسید. باب ۲۶ نیز قصه‌ای مشابه در فضایی متفاوت است. ارزش تاریخی این دو بخش تقریباً هیچ است. در باب ۲۵، فرد ثروتمندی از طایفه کالیب به نام نابال (کلمه‌ای عبری به معنای «احمق») به داوود توهین می‌کند و داوود تصمیم می‌گیرد او و همه خانواده‌اش را بکشد، اما ابیجایل، همسر نابال که توسط یهوه فرستاده شده، مانعش می‌شود که خون بی‌گناهان را بریزد. چند روز بعد یهوه خودش نابال را می‌کشد و ابیجایل با داوود ازدواج می‌کند. ازدواج با ابیجایل به داوود کمک می‌کند صاحب ثروت و مقام نابال شود و این نشان می‌دهد قصه احتمالاً تاریخی است اما اینکه داوود در مرگ نابال نقشی نداشت، قابل تردید است. به‌طور کلی در این بخش از داستان دشمنان داوود بدون دخالت او می‌میرند و البته فقط نابال است که توسط یک انسان کشته نمی‌شود؛ احتمالاً داوود نقشه قتل او را ریخت و شخص دیگری (ابیجایل؟) انجامش داد.
باب‌های ۲۷ تا ۳۰ اتفاقات منتهی به مرگ شائول را توصیف می‌کنند و پیام اصلی این است که داوود نقشی در مرگ او نداشت. داوود نزد فلیسطی‌ها فرار می‌کند و خادم اخیش، پادشاه جت، می‌شود. نویسنده اعتراف می‌کند که داوود نزد بزرگ‌ترین دشمن اسرائیل رفته اما شائول را برای روی دادن این اتفاق ملامت می‌کند. همچنین می‌گوید داوود تنها تظاهر می‌کرد که به اسرائیل خیانت کرده‌است. در باب ۲۸، میان اسرائیل و فلیسطی‌ها جنگ روی می‌دهد و اخیش داوود را به همراهی دعوت می‌کند؛ داوود پاسخ می‌دهد: «خواهی دید که بنده‌ات چه خواهد کرد.» ادامه باب ۲۸ از تصمیم یهوه برای مرگ شائول پرده برمی‌دارد. باب ۲۹ به داستان داوود بازمی‌گردد. ارتش فلیسطی‌ها در حال آمادگی برای جنگ است و فرماندهان آن، اخیش را قانع می‌کنند که داوود را از میدان نبرد دور کند و او می‌پذیرد اما به یهوه (اینکه پادشاهی فلیسطی‌ها به خدای اسرائیل قسم می‌خورد، قابل توجه است) سوگند یاد می‌کند که به داوود شکی ندارد. داوود به صقلغ فرستاده می‌شود؛ او آنجا را به آتش می‌کشد و زنان و سایرین را به اسیری می‌گیرد. در ادامه با عمالقه درگیر می‌شود و بیشتر آن‌ها را می‌کشد (کاری که شائول نتوانست انجام دهد را کامل می‌کند).

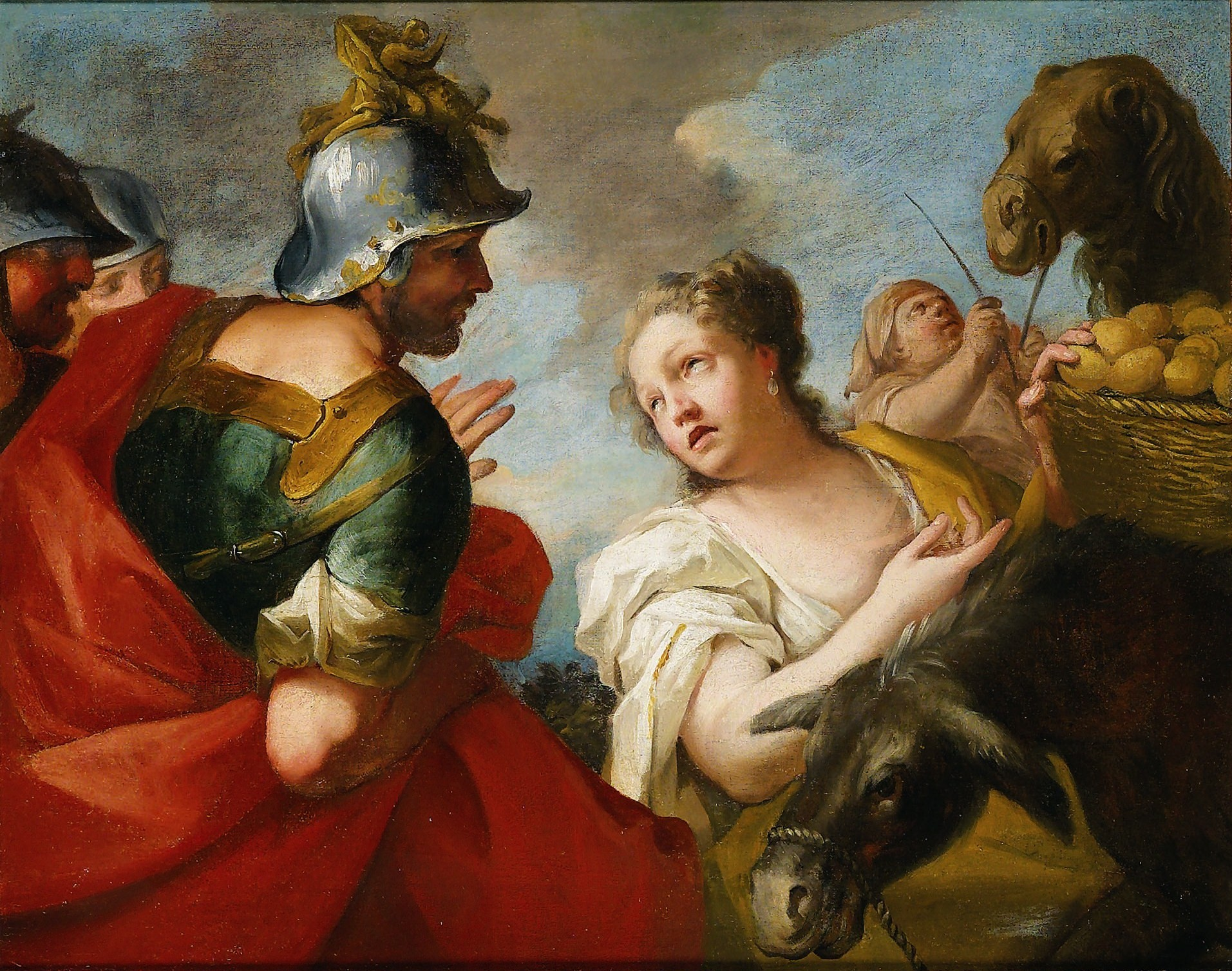
داوود و ابیجایل از آنتونیو مولیناری

به لحاظ تاریخی، قابل قبول است که داوود دوره‌ای از زندگی‌اش را به عنوان مزدور نزد فلیسطی‌ها گذرانده باشد اما اینکه او در غارت‌هایش به اسرائیلیان حمله نکرد، ادعایی تاریخی نیست. همچنین تأکید زیاد نویسنده بر عدم حضور داوود در جنگ با شائول، تردیدهایی دربارهٔ درستی این ادعا ایجاد می‌کند. شائول به همراه یوناتان و دو پسر دیگرش در جنگ با فلیسطی‌ها کشته می‌شود. باب آخر کتاب اول و باب یکم کتاب دوم سموئیل دو روایت متضاد دربارهٔ مرگ او دارند. روایت دوم از زبان یکی از عمالقه که تاج و بازوبند شائول را برای داوود می‌آورد، بازگو شده‌است. داوود با شنیدن خبر جامه می‌درد و آن عمالیق را می‌کشد. این بخش نیز برای توجیه اعمال داوود نوشته شده‌است. روی هم رفته می‌توان گفت داوود موفق شد با کمک فلیسطی‌ها، نهایتاً شائول را از سلطنت ساقط کند.

### پادشاه یهودا
بعد از مرگ شائول، در اسرائیل برای بیش از هفت سال میان جانشینان او و داوود جنگ داخلی درگرفت. کتاب دوم سموئیل این بخش را تنها در ۳ باب توضیح داده اما مشهود است که دوره سختی برای آن سرزمین بوده‌است. به گفته باب دوم، داوود از یهوه پرسید «به یکی از شهرهای یهودا بروم؟» و یهوه پاسخ داد «به حبرون برو.» حبرون مرکز طایفه کالیب، بزرگ‌ترین خاندان یهودا، بود و در زمان ورود به آن شهر، ابیجایل داوود را همراهی می‌کرد. در حبرون، بزرگان یهودا داوود را پادشاه اعلام کردند؛ کتاب این اتفاق را بعد از مرگ شائول می‌داند اما در عین حال ادعا می‌کند ایشبعل پسر شائول ۲ سال بر اسرائیل پادشاهی کرد و نتیجتاً، شائول زمانی که داوود پادشاه یهودا اعلام شد، هنوز حکمران اسرائیل بوده‌است. دو مانع بزرگ بر سر راه پادشاهی داوود بر تمام اسرائیل بود؛ ابنیر فرمانده ارتش و ایشبعل جانشین شائول. هر دوی اینان به قتل می‌رسند و راه برای داوود هموار می‌شود. مطابق انتظار، کتاب دوم سموئیل هر گونه دخالت داوود در قتل را منکر شده‌است.
بعد از مرگ شائول، ابنیر به قدرتمندترین مرد اسرائیل تبدیل شد. همو ایشبعل را بر تخت سلطنت می‌نشاند. مدت کوتاهی بعد از آغاز سلطنت ایشبعل، در اثر جاه‌طلبی داوود برای سلطه بر اسرائیل، جنگ از سر گرفته می‌شود. آیات ۱۲ تا ۳۲ باب دوم نبرد سختی میان سپاه داوود به فرماندهی یوآب و سپاه ابنیر را گزارش کرده‌است. سپاه داوود این نبرد را پیروز شد اما ابنیر برادر یوآب را در میدان نبرد کشت. در ادامه به دلیل هخوابگی ابنیر با یکی از زنان حرمسرای سلطنتی، میان او و ایشبعل اختلافی پدید آمد و نتیجتاً، ابنیر تصمیم گرفت داوود را پادشاه اسرائیل کند و به همین جهت راهی حبرون شد. صحت تاریخی این روایت محل تردید است. به عنوان مثال، اگر ابنیر تا آن اندازه قدرتمند بود، می‌توانست تاج و تخت را برای خود تصاحب کند. محتمل‌تر است که داوود با نیرنگ او را به بهانه مذاکره نزد خود کشانده بود تا به قتلش برساند. داوود همچنین تقاضا کرد انبر میکال دختر شائول را از شوهرش جدا کند و نزد او بفرستد. باب سوم آیا ۱۴ تا ۱۵ می‌گویند ایشبعل میکال را نزد داوود فرستاد که با توجه به دشمنی میان آنان، عجیب به نظر می‌رسد.
نویسنده تلاش زیادی دارد که نشان دهد یوآب سرخود برای قتل ابنیر برنامه ریخت. او در ۳ آیه پشت سر هم تأکید می‌کند که ابنیر بعد از ملاقات با داوود «به سلامت رفت.» وقتی یوآب از ملاقات آنان آگاه شد، ابنیر را تعقیب کرد و او را کشت. مطابق روایت، داوود با شنیدن خبر یوآب را لعنت کرد و به عزای ابنیر نشست که باز تأکیدی بر بی‌گناهی اوست. با این حال، داوود انگیزه‌های کافی برای به قتل رساندن ابنیر را داشت زیرا او فرد قدرتمندی بود که می‌توانست برای پادشاهی نوظهور او دردسر ایجاد کند. به علاوه، داوود با وجود اینکه به صورت زبانی به یوآب می‌تازد، او را در عمل مجازات نمی‌کند که مدرکی است جهت اثبات اینکه داوود دستور قتل را صادر کرده‌است. در ادامه روایت می‌گوید دو تن از فرماندهان ارتش ایشبعل او را کشتند و سر بریده را نزد داوود بردند. در این قسمت نیز نویسنده ادعا می‌کند داوود از قتل بی‌اطلاع بود و آن دو نفر را کشت. مانند موارد پیشین، باور این ادعا سخت است. بعد از مرگ او، بزرگان اسرائیل که گزینه دیگری را سراغ نداشتند، نزد داوود رفتند و او را پادشاه اسرائیل اعلام کردند. در واقع، گزینه دیگری غیر از پذیرفتن سلطنت داوود پیش روی آنان نبود.

### پادشاه اسرائیل

#### انتقال پایتخت به اورشلیم و تحکیم سلطنت

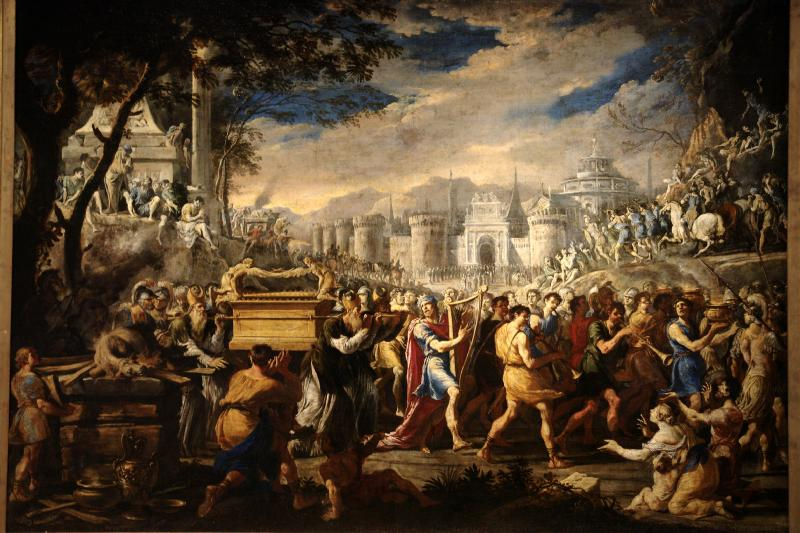
انتقال تابوت عهد به اورشلیم

کتاب مقدس وقایع سلطنت داوود را پشت سر هم روایت نکرده، بلکه آن‌ها را بر اساس موضوع دسته‌بندی کرده‌است. به نظر می‌رسد اولین اتفاق بعد از برگزیده‌شدن داوود به پادشاهی تمام اسرائیل، درگیری او با فلیسطی‌ها بوده‌است. آنان که از وحدت اسرائیل و یهودا نگران شده بودند، در بلندی‌های مرکزی اسرائیل به داوود حمله کردند اما او شکستشان داد و عقب‌نشینی کردند. داوود که از آنان فارغ شده بود، به پیشروی خود به سمت اورشلیم ادامه داد. اورشلیم تا آن زمان تحت سلطه یبوسی‌ها بود و در مرز اسرائیل و یهودا قرار داشت؛ نتیجتاً، برخلاف حبرون یا جبعه شهری بی‌طرف میان دو منطقه محسوب می‌شد. روایت نحوه فتح نظامی شهر در کتاب دوم سموئیل بسیار مبهم و سخت‌فهم است، به گونه‌ای که نویسنده کتاب اول تواریخ هم به درستی متوجه آن نشده‌است. زمانی که داوود شهر را محاصره کرد، یبوسیان از بالای دیوارها فریاد زدند: «داخل نخواهی شد، زیرا کوران و لنگان نیز تو را بیرون خواهند راند.» سپس داوود قلعه صهیون را گرفت و گفت: «هر کس که می‌تواند یبوسیان را بزند و آب برسد، زیرا داوود از کوران و لنگان نفرت دارد!» یوجین مریل در تفسیر متن می‌گوید یوآب از مسیر زیرزمینی تأمین آب شهر حمله‌ای به داخل آن را رهبری کرد. در هر صورت، داوود اورشلیم را فتح کرد و نامش را به شهر داوود تغییر داد که امری رایج بعد از فتح در خاورمیانه باستان بوده‌است.
داوود بعد از فتح اورشلیم تابوت عهد را به آن شهر منتقل کرد که نشانه دیگری از انتقال پایتخت از حبرون به اورشلیم بود. تابوت عهد نماد حضور یهوه و با سبط افرایم مرتبط دانسته می‌شد. نتیجتاً، داوود با این عمل قصد داشت احترام خود به سنت‌های دینی اسباط شمالی را ابراز کند. حضور تابوت در اورشلیم همچنین نشانه این بود که خدایی که شمالیان می‌پرستند، از سلطنت داوود طرفداری می‌کند. با این حال، حبرون نیز یهوه را می‌پرستید و این می‌توانست برای داوود در جنوب مشکلاتی ایجاد کند. به عنوان مثال، در باب ۱۵ ابشالوم از داوود اجازه می‌گیرد که در حبرون به یهوه قسم بخورد — یعنی به نماد یهوه در حبرون. در همین حال، یهوه خدای اصلی اورشلیم نبود. قابل توجه است که در ادامه روایت، شورش ابشالوم علیه داوود از حبرون آغاز می‌شود. داوود بعد از انتقال تابوت به اورشلیم جشنی برگزار کرد و خود تقریباً لخت شد و رقصید. میکال از این بابت او را سرزنش کرد. داوود با اشاره به اینکه یهوه او را به جای پدر میکال انتخاب کرده، از عمل خود دفاع کرد.
داوود سپس توجه خود را به بازماندگان شائول معطوف کرد. تا زمانی که نوادگان ذکور او زنده بودند، می‌توانستند مدعی سلطنت اسرائیل شوند. باب ۲۱ کتاب دوم سموئیل ماجرای اعدام دو پسر و پنج نوه شائول توسط داوود را روایت کرده‌است؛ به گفته روایت، یهوه به داوود خبر داد در اسرائیل ۳ سال قحطی در راه است، زیرا شائول خون جبعونیان را ریخت. بر اساس باب ۹ کتاب یوشع، اسرائیلیان با جبعونیان عهد بستند که ایشان را نشکند و حال منظور این است که شائول این عهد را شکسته‌است. جبعونیان اصرار داشتند خون‌بهای مردمشان تنها با خون پرداخت شود. در هیچ بخشی از کتاب مقدس اشاره‌ای به کشتار جبعونیان توسط شائول نشده؛ ممکن است او در طول سلطنتش کاری علیه آنان انجام داده باشد اما در هر صورت اشاره به داستان کین‌خواهی که اینجا روایت شده، توجیهی برای حمام خونی است که داوود به راه انداخت.

#### زنا با بث‌شبع

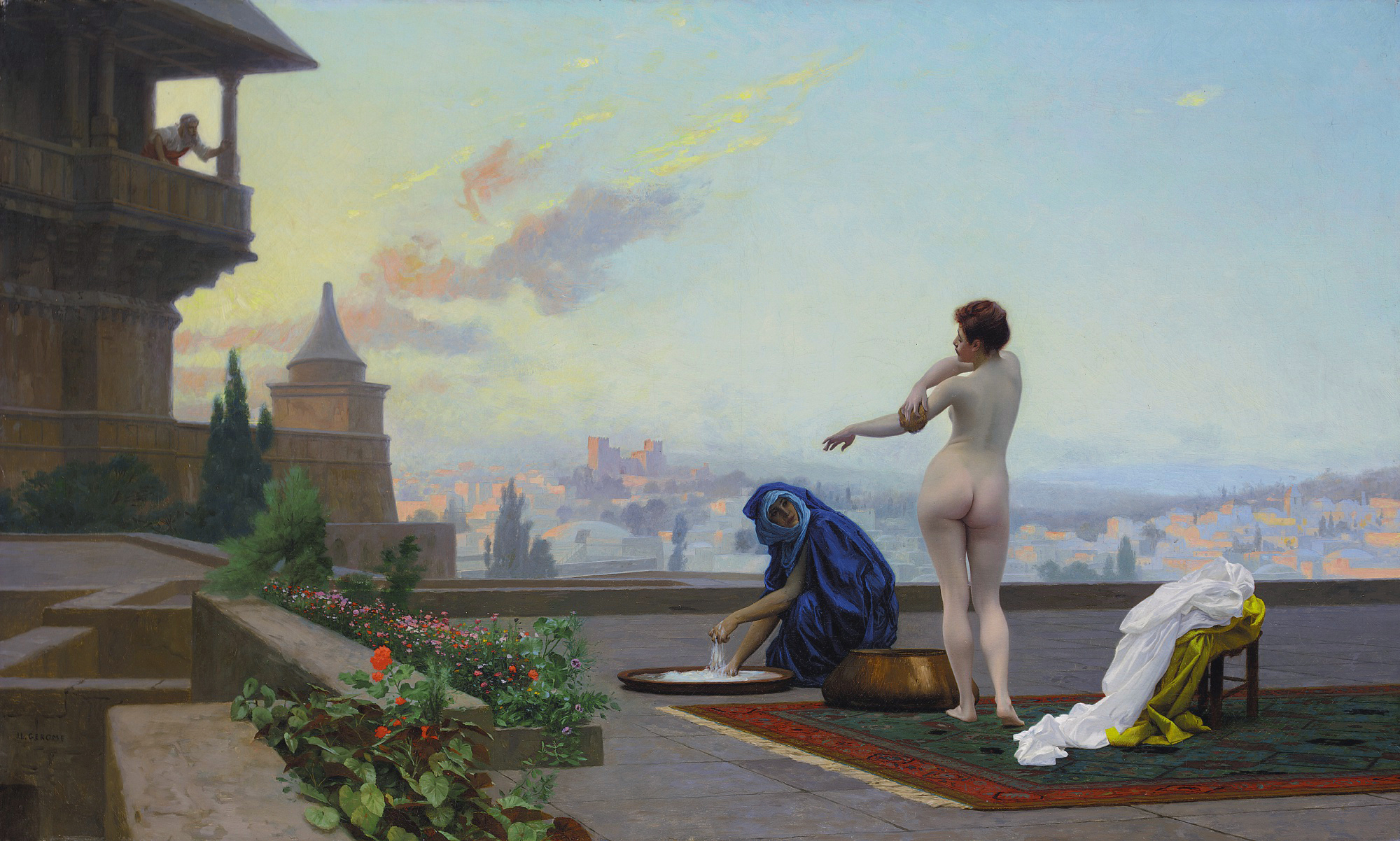
داوود به بث‌شبع که مشغول حمام است، می‌نگرد

به روایت تنخ، ماجرا بدین صورت آغاز می‌شود که داوود یوآب را به جنگ ربه می‌فرستد. روایت هیچ اشاره‌ای نکرده چرا داوود شخصاً راهی میدان نبرد نشد؛ البته به نظر می‌رسد داستان فتح ربه قصه مستقلی از داستان زنای داوود با بث‌شبع بوده و ویراستاری متاخر آن‌ها را ترکیب کرده‌است. همچنین اینطور پیداست که ماجرا مربوط به سال‌های پایانی سلطنت داوود است. عصر هنگام داوود بالای پشت‌بام خانه خود بود که زن زیبایی را در حال حمام در حیاط خانه خود می‌بیند. داوود بعد از پرس و جو، پی برد که آن زن، بث‌شبع همسر اوریای حتی، یکی از سردارانش، است. پس به سراغش فرستاد و با او همبستر شد. راوی دربارهٔ احساسات بث‌شبع هیچ نمی‌گوید و او را چون قربانی شهوت داوود می‌نمایاند. به هر روی، بث‌شبع در اثر همخوابگی با داوود حامله شد.
بعد از حاملگی بث‌شبع، داوود تلاش کرد مسئله را پنهان کند. به همین جهت، اوریا را به اورشلیم احضار کرد تا با بث‌شبع بخوابد و بدین طریق سؤالی دربارهٔ هویت پدر بچه ایجاد نشود. اوریا که به اورشلیم بازگشت، حاضر نشد به خانه خودش برود و ۳ روز را در کاخ سلطنتی سپری کرد. وقتی نقشه داوود شکست خورد و چاره دیگری نیافت، در نامه‌ای به یوآب از او خواست زمینه کشته‌شدن اوریا در میدان نبرد را فراهم کند و نهایتاً چنین شد. تمام این اتفاقات — از رابطه داوود با بث‌شبع تا ازدواجشان — باید حدود ۲ تا ۳ طول کشیده باشد. زمانی که ۶ ماه بعد بث‌شبع پسری زایید، احتمالاً شایعاتی در قصر پخش شده‌است.
زنای داوود با بث‌شبع باعث عصبانیت یهوه شد و او ناتان نبی را نزد داوود فرستاد تا او را سرزنش کند. ناتان داستانی خیالی دربارهٔ مردی فقیر و مردی ثروتمند را برای داوود تعریف کرد تا او دربارهٔ آنان قضاوت کند، در حالی که داوود نمی‌دانست در حال قضاوت خود است. داستان از این قرار بود که مرد فقیر بره‌ای داشت که چون دخترش آن را دوست می‌داشت اما مردی ثروتمند بره را دزدید و کباب کرد. داوود گفت که مرد باید هفت برابر خسارت پرداخت کند. ناتان پاسخ داد: «آن مرد تو هستی!» در ادامه زنا و قتلی که داوود مرتکب شد، به شورش ابشالوم ارتباط داده شده‌است. یهوه به او می‌گوید: «زنانت را از پیش چشمانت خواهم گرفت و به همسایه‌ات خواهم داد پیش روی آفتاب با آنان بخوابد.» اینجا منظور برکناری داوود از تخت سلطنت است، زیرا خوابیدن با زنان حرم‌سرا در اسرائیل باستان به معنای ادعای پادشاهی بوده‌است. مجازات داوود با مرگ فرزندی که در رحم بث‌شبع بود، کامل می‌شود؛ منظور این است که داوود خون بی‌گناهی را ریخت و یک مرگ برای جبرانش لازم است.
داستان داوود و بث‌شبع نسبت به بخش‌های پس و پیش آن، متاخرتر است؛ با این حال، با در نظر گرفتن شخصیت داوود و اتفاقات سلسله او مثل تجاوز پسر داوود به خواهرش تامار، به نظر ماجرایی واقعی می‌رسد. این داستان را در این نقطه از روایت قرار داده‌اند تا توضیحی برای شورش ابشالوم باشد. این مضمون که در سراسر تنخ دیده می‌شود، به «گناه و مجازات» موسوم است. نویسنده داستان بث‌شبع از شورش ابشالوم آگاه است اما بر عکس آن صادق نیست. داوود در باب ۱۰ به نیکی ناحاش پادشاه عمونیان به خود اشاره می‌کند که به نظر به وقایع باب ۱۷ در زمان شورش ابشالوم اشاره دارد. این نشان می‌دهد رابطه داوود و بث‌شبع احتمالاً بعد از شورش اتفاق افتاده‌است. برخی از مورخان اعتقاد دارند فرزند حاصل از زنای داوود و بث‌شبع، سلیمان بوده‌است اما چون که این نوع تولد ننگ‌آور محسوب می‌شده، داستان مرگ پسر اول داوود از بث‌شبع را به وجود آورده‌اند. استیون مک‌کنزی اعتقاد دارد که این فرضیه درست نیست.

#### شورش ابشالوم
آغازگر شورش ابشالوم، تجاوز امنون پسر ارشد و طبیعتاً ولیعهد داوود به تامار، خواهر تنی ابشالوم، بود. ابشالوم و تامار از یک مادر به نام معکه بودند و مادر امنون اخینوعم نام داشت. ابشالوم پسر سوم داوود بود و از آنجا که احتمالاً پسر دوم داوود در کودکی مرده بود، ابشالوم بعد از امنون نفر دوم در خط جانشینی محسوب می‌شد. هر چند روایت تقصیرات را بر گردن امنون و ابشالوم انداخته اما نباید از یاد برد که متون موجود ماهیت توجیهی برای اعمال داوود دارد و وقایع این بخش از داستان زمینه‌های دیگری هم داشته‌است.
روایت بدین شیوه آغاز می‌شود که امنون به تامار تجاوز می‌کند. داوود با شنیدن خبر عصبانی شد اما امنون را مجازات نکرد زیرا او را بسیار دوست می‌داشت. ابشالوم اما کینه امنون را به دل گرفت؛ او ۲ سال بعد تمام پسران داوود را به یک مهمانی دعوت کرد و آنجا امنون را کشت و خود به قلمروی پدربزرگش که پادشاه جشور بود، گریخت. داوود نیز به مهمانی دعوت شده بود اما نرفته بود. نویسنده تلاش زیادی دارد که نشان دهد داوود از قصد ابشالوم اطلاعی نداشته‌است و این بخش شباهت زیادی به بی‌اطلاعی داوود از قتل ابنیر توسط یوآب برای انتقام‌گیری شخصی، دارد. داوود با شنیدن خبر بسیار غمگین شد و برای ۳ سال به عزای امنون نشست که باز به واکنشش به مرگ شائول و ابنیر شباهت دارد. بدین ترتیب، این احتمال به وجود می‌آید که داوود در توطئه مرگ امنون دخیل بوده‌است. اینجا نیز (مانند یوآب در ماجرای قتل ابنیر) داوود ابشالوم را نفرین می‌کند اما مجازاتی برای او در نظر نمی‌گیرد. روی هم رفته احتمالاً داوود از جانب امنون (پسر ارشد و ولیعهدش) برای سلطنت خود احساس خطر می‌کرده‌است. بعد از گذشت ۳ سال، نهایتاً به ابشالوم اجازه داده شد به اورشلیم بازگردد؛ در واقع، یوآب داوود را قانع کرد که این اجازه را صادر کند. بعد از بازگشت، داوود تا ۲ سال ابشالوم را به حضور نپذیرفت.
به هر روی، اتفاقات به گونه‌ای پیش رفت که ابشالوم «دل مردم اسرائیل را برد.» او از داوود اجازه گرفت که برای به سرانجام رساندن عهدش به یهوه راهی حبرون شود. در همین زمان، جاسوسانی نزد رهبران اسباط اسرائیل فرستاد که در موعد مقرر، او را پادشاه اعلام کنند. زمانی که ابشالوم به سمت اورشلیم به راه افتاد، داوود از ترس جانش گریخت. او ۱۰ کنیز را در اورشلیم باقی گذاشت تا نشانی باشد از اینکه از ادعای خود بر تخت سلطنت دست نکشیده‌است. این اتفاقات باید حدود سال ۹۷۶ قبل از میلاد رخ داده باشد. روایت از اینجا به بعد داوود را شخص فروتنی که سرنوشت خود را به یهوه واگذار کرده، نمایانده‌است. در راه فرار، صادوق کاهن و دیگر لاویان به همراه تابوت عهد به داوود پیوستند اما او گفت تابوت خدا را به شهر بازگردانید چرا که اگر یهوه بخواهد، به آنجا بازخواهم گشت.

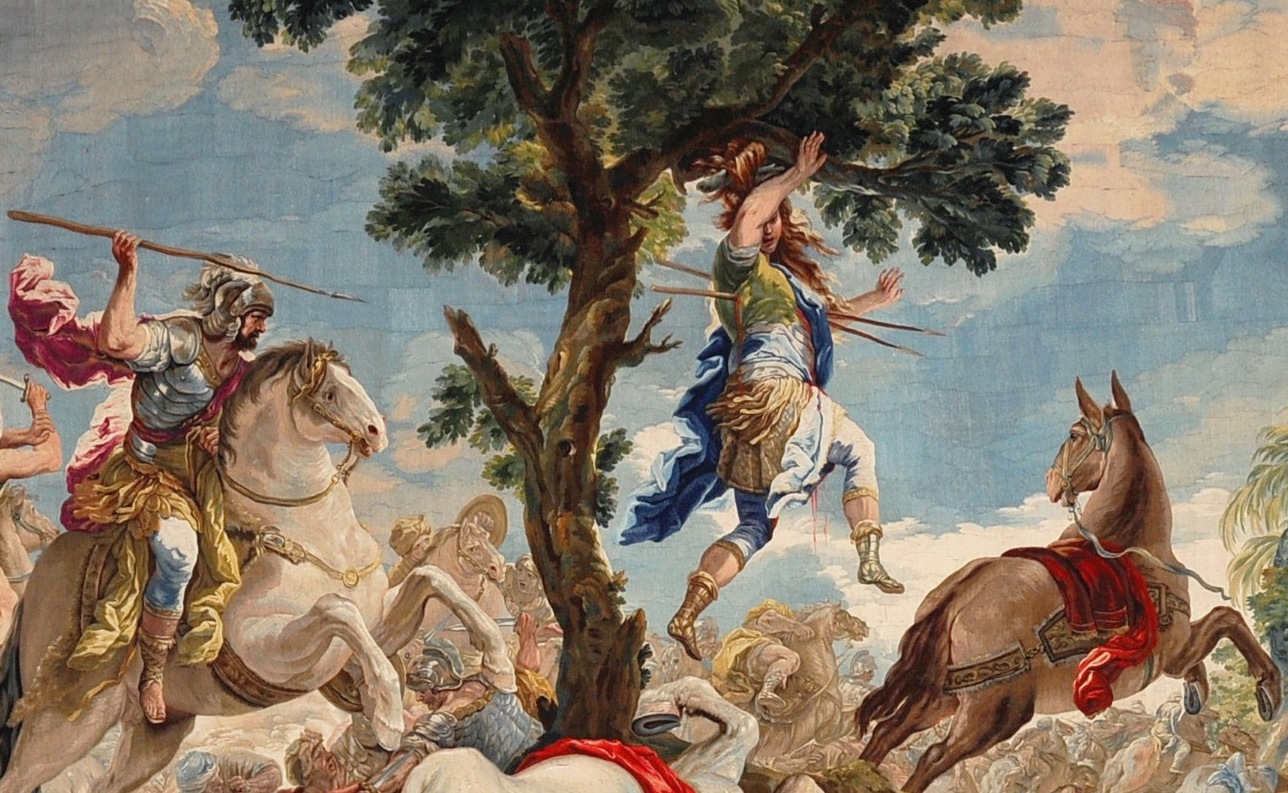
نگاره‌ای از مرگ ابشالوم

در اورشلیم، ابشالوم کنیزان حرم‌سرای پدرش را تصاحب کرد که در خاورمیانه باستان نشانه انتقال سلطنت بوده‌است (بعد از مرگ داوود، سلیمان نیز چنین می‌کند). در ادامه، او سپاهی به جنگ داوود که محنایم بود، فرستاد. داوود سپاه خودش را به سه قسمت کرد و به آنان دستور داد به ابشالوم آسیبی نرسانند که بخشی از تلاش نویسنده برای نمایش داوود به عنوان پدری مهربان است و در تمام داستان دیده می‌شود. دو سپاه در جنگل افرایم روبرو شدند که قشون داوود شکست سختی بر لشکریان ابشالوم تحمیل کرد. در زمان عقب‌نشینی، سر ابشالوم میان شاخه‌های بلوطی گیر کرد، به‌طوری که با رفتن قاطر «میان زمین و آسمان معلق شد.» یوآب که خبردار شد، ۳ تیر به سمت او روانه کرد و او را کشت. داوود که از کشته‌شدن پسرش مطلع شد، بر مرگ او ناله کرد.
کلیات داستان شورش ابشالوم احتمالاً تاریخی است اما تأکید بر مهربانی داوود ماهیتی توجیهی دارد و پاسخی به کسانی است که داوود را متهم می‌کردند با بی‌رحمی زیاد — تا جایی که حاضر بود پسران خودش را هم بکشد — حکومت می‌کند. نویسندگان در روایات مختلف زندگی داوود معمولاً «پسران صرویه» مثل یوآب را برای اعمال خشونت‌بار داوود مقصر دانسته‌است؛ با این حال، داوود با وجود اینکه دستور داده بود کسی به ابشالوم آسیبی نرسد، یوآب را برای کشتن او مجازات نمی‌کند که نشان می‌دهد یوآب تنها دستور داوود را اجرا کرده‌است.

#### شورش شبع
هر چند داوود شورش ابشالوم را سرکوب کرده بود اما زمینه‌های آن هنوز باقی مانده بودند؛ این مسئله از اتفاقات زمان ورود داوود به اورشلیم مشهود است. در زمان فرار او، شمعی، از رهبران سبط بنیامین، او را به سخره و جانب ابشالوم را گرفته بود. داوود در بازگشت او را مجازات نکرد؛ نویسنده این تصمیم داوود را به عنوان مدرکی از شخصیت ملایم داوود می‌نمایاند اما در واقع، داوود از ۱٬۰۰۰ نفر مرد بنیامینی در اردوی شمعی که در آیه ۱۸ به ایشان اشاره شده، بیمناک بوده‌است. حتی مریب‌بعل، نوه شائول، هم امیدهایش برای سلطنت را از دست نداده بود. در زمان فرار داوود، صیبا که خدمتکار مریب‌بعل بود، به داوود خبر آورد که او در اورشلیم مانده و مدعی سلطنت شده‌است؛ داوود در واکنش تمام املاک خاندان شائول را به صیبا بخشید، در حالی‌که مطابق سنت‌های اسرائیل، حق نداشت چنین دستوری بدهد. با بازگشت داوود، مریب‌بعل منکر ادعای صیبا شد. داوود از او گذشت اما فقط نیمی از املاک را بازگرداند. بسیاری از اتباع داوود چنین اعمالی را نشانه استبداد او می‌دانستند. به علاوه، اختلافات قبیله‌ای میان اسرائیل و یهودا بر مشکلات دولت داوود می‌افزود و او هنوز برای متحد نگه‌داشتن این دو منطقه تقلا می‌کرد.
شورش شبع نسبت به شورش ابشالوم خطر کمتری را برای سلطنت داوود ایجاد کرد. به نظر می‌رسد او هنوز به دنبال گردآوری سپاهی برای خود بود اما داوود قصد نداشت ریسک کند و سپاهی برای سرکوب او فرستاد. فرمانده این سپاه، عماسا بود؛ مشخص نیست چرا و چگونه او به این منصب رسیده‌است. عماسا در حضور قبلی‌اش در داستان، فرمانده قشون ابشالوم بود و به همین جهت مسئله مبهم و قابل تردید است. اما به هر روی عماسا در باب ۲۰ به قتل می‌رسد و ماجرای قتل او شباهت زیادی به قتل ابنیر دارد. حتی نحوه قتل هم شبیه‌است؛ در هر دو مورد یوآب با یک دست با قربانی احوال‌پرسی کرد و با دست دیگر شمشیری در شکمش فرو برد. نویسنده باری دیگر به بی‌اطلاعی داوود از قتل یکی از دشمنانش تأکید کرده‌است. در این مورد هم یکی از پسران صرویه دشمن داوود را به‌طور خشونت‌باری از بین می‌برد. اینطور که از باب ۲ کتاب اول تواریخ مشخص است، عماسا پسر نابال بوده و داوود، به عنوان غاصب ثروت و جایگاه پدر او، از جانبش بیمناک بوده‌است. شورش شبع مدت زیادی طول نکشید؛ سپاهیان داوود با خشونت زیاد آنان را سرکوب و خود شبع را نیز گردن زدند.

#### مرگ و جانشینی

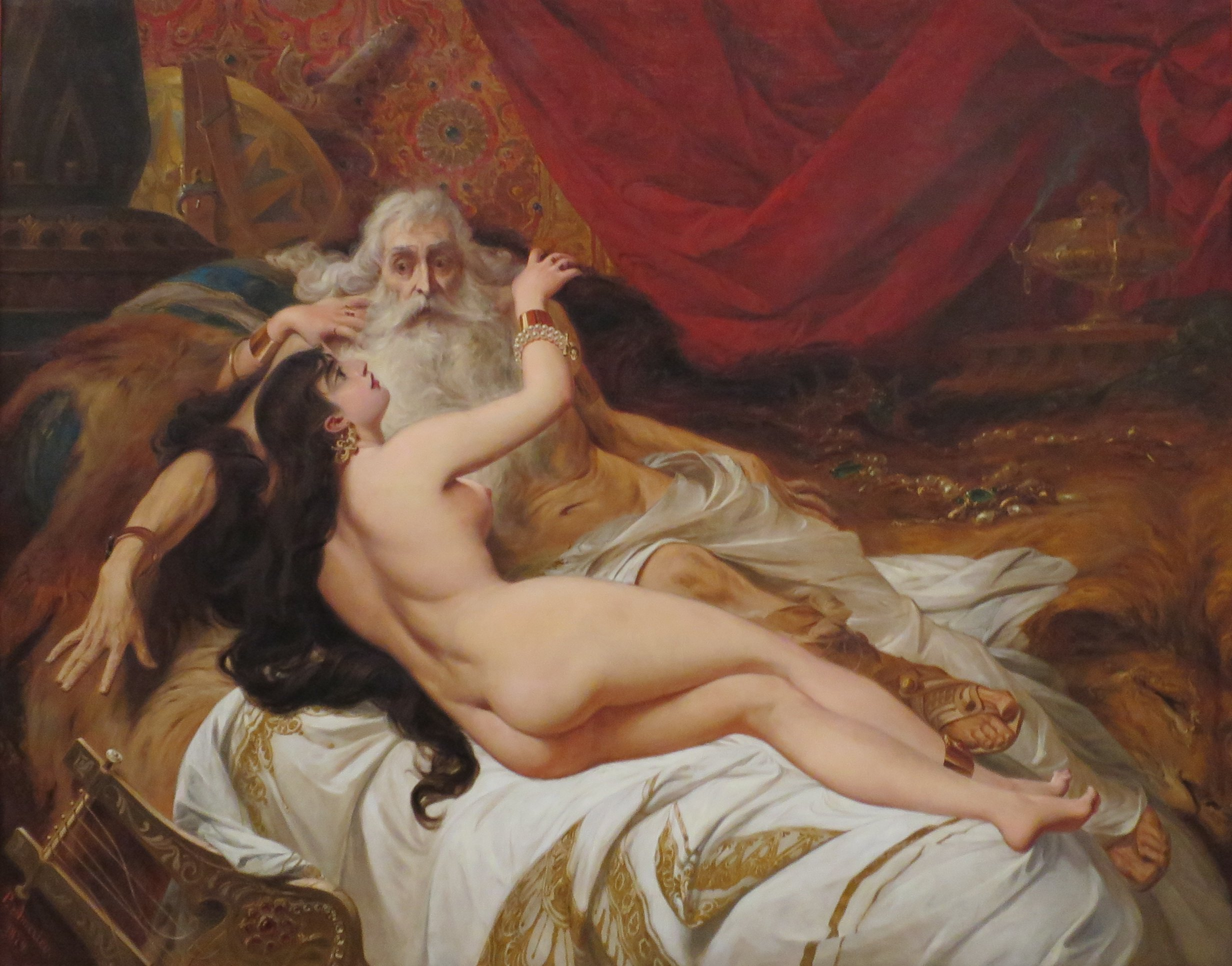
داوود و ابیشک اثری از پدرو آمریکو به سال ۱۸۷۹

بعد از باب ۲۰ کتاب دوم سموئیل، حضور مهم بعدی و نهایی داوود در ۲ باب نخست کتاب اول پادشاهان است. در این نقطه، داوود روزهای آخر زندگی‌اش را سپری می‌کند؛ نویسندگان وقایع میان شورش شبع و روزهای پایانی را نادیده گرفته‌اند. از این سال‌ها هیچ اطلاعی در دست نیست؛ نه می‌توان گفت چند سال طول کشیده و نه می‌توان گفت چه اتفاقاتی روی داده‌است. ۲ باب اول کتاب پادشاهان نیز مانند روایات قبلی ماهیتی توجیهی دارد اما نه توجیه اعمال داوود، بلکه توجیه اعمال سلیمان. نویسنده به‌طور روشنی تلاش می‌کند حمام‌خونی که سلیمان بعد از به تخت‌نشینی به راه انداخت را توجیه کند.
داستان بدین شیوه آغاز می‌شود که داوود به اندازه‌ای پیر شده بود که نمی‌توانست خود را گرم نگه دارد و تلاش خدمتکارانش با پوشاندن لباس گرم به او نیز بی‌فایده می‌نمود؛ نتیجتاً، دختری باکره زیبایی به نام ابیشک را پیدا کردند و لخت در کنار داوود خواباندند تا او را گرم کند. منظور متن، آنچه به نظر می‌رسد نیست؛ در واقع، خدمتکاران تلاش داشتند توانایی جنسی داوود را بسنجند. آیه ۴ می‌گوید: «پادشاه او را نشناخت.» در کتاب مقدس، «شناختن» عبارتی جنسی است؛ مثلاً باب ۴ سفر پیدایش می‌گوید آدم بعد از ورود به زمین حوا را «شناخت» و از او بچه‌دار شد. در هر صورت، مشخص شد داوود دیگر کفایت شاه بودن را ندارد و زمان آن رسیده که اسرائیل پادشاه جدیدی داشته باشد. بلافاصله در آیه ۵، آدونیا می‌گوید «من سلطنت خواهم کرد.» و ادعای پادشاهی می‌کند. او بزرگ‌ترین پسر زنده داوود و در نتیجه وارث او بود. مهم‌ترین درباریان داوود، از جمله یوآب و ابیاتار، از ادعای آدونیا بر تخت سلطنت حمایت کردند اما برخی از آن‌ها، شامل صادوق، بنایاهو و ناتان، جانب سلیمان را گرفتند.
طرفداران سلیمان نزد داوود رفتند و آدونیا را به کودتا متهم کردند. در آیات ۱:۱۱ تا ۱:۴۸ توضیح داده شده که چگونه ناتان با همکاری بث‌شبع داوود را فریب دادند تا سلیمان را به عنوان جانشین خود انتخاب کند. همکاری ناتان و بث‌شبع، با توجه به نقش ناتان در ماجرای زنای داوود با بث‌شبع، عجیب به نظر می‌رسد و نشان می‌دهد این دو قصه منابع متفاوتی داشته‌اند. آن دو به داوود «یادآوری» کردند که قول داده بود سلیمان را جانشین خودش کند. در سراسر کتاب‌های سموئیل و پادشاهان اشاره‌ای به این قول نشده و به احتمال قوی داستان کاملاً ساختگی است. کسانی که در ۱:۳۲ به مراسم انتخاب سلیمان به جانشینی دعوت شده‌اند، همان‌هایی هستند پیشتر از ایشان به عنوان حامیان سلیمان نام برده شد؛ به بیان دیگر، توطئه‌کنندگان کنترل دولت را در اختیار گرفتند و داوود هیچ نقشی در آن نداشت و احتمالاً حتی متوجه نشده بود چه اتفاقاتی در حال روی دادن است. داستان تأکید دارد که داوود هنوز توانایی ذهنی‌اش را مانند توانایی جسمانی از دست نداده بود — در غیر این صورت انتخاب‌شدن سلیمان توسط او ارزشی نمی‌داشت. با این حال، زیر پوسته توجیهی روایت، پیداست که داوود در این زمان چیزی بیشتر از آلتی در دست پسران و درباریانش نبوده‌است.
نقش داوود در قصه سلیمان به همین‌جا ختم نمی‌شود؛ در ۹ آیه ابتدایی باب دوم، او در لحظه مرگ به سلیمان وصیت کرد یوآب و شمعی را به قتل برساند. این واضح‌ترین عبارت توجیهی برای اعمال سلیمان در ۲ باب ابتدایی کتاب اول پادشاهان است. همچنین، قابل توجه است که حتی زمانی که تلاش شده از داوود شخصیت مثبتی ترسم شود، باز هم او به فکر انتقام است. دلایل زیادی برای تردید دربارهٔ این وصیت داوود وجود دارد؛ مثلاً منطقی نیست او ۳۰ سال برای مجازات یوآب (به خاطر کشتن ابنیر) منتظر مانده باشد. پیام اصلی روایت این است که سلیمان با کشتارهای آغاز سلطنتش، تنها خواسته پدر در حال مرگ خودش را عملی کرده‌است. داوود سپس مرد و در اورشلیم دفن شد. بعد از مرگ داوود، سلیمان حرم‌سرای پدرش را تصاحب کرد و آدونیا را به بهانه نزدیک شدن به زنان حرم‌سرا کشت.

## بررسی تاریخی-انتقادی
در نظر محققان داوود شخصیتی است که دو دوره تاریخ اسرائیل را به یکدیگر متصل می‌کند؛ دوره زندگی قبیله‌ای و روستایی که شائول در آن حکومت می‌کرد و عهد سلطنت که بیشتر با نام سلیمان در پیوند است. به بیان دیگر، داوود در معنای واقعی کلمه یک پادشاه نبوده اما یک خان یا رهبر عشایری هم نباید محسوب شود. بسیاری از مورخان موجودیت تاریخی داوود را قبول دارند ولی معتقد هستند مدارک قابل اطمینان کمی دربارهٔ او وجود دارد. مانند سایر شخصیت‌های تنخ، نظرات پژوهشگران دربارهٔ داوود هم از دهه ۱۹۸۰ به بعد دستخوش تغییرات بسیاری شده که دلیل آن ارزیابی مجدد تنخ از آن زمان تا امروز بوده‌است.
به‌طور کلی نظرات محققان دربارهٔ داوود را می‌توان چنین خلاصه کرد که او خان یا پادشاهی در جنوب (یهودا) بوده که بر سرزمین کوچکی حکومت می‌کرده و قدرت، قلمرو و دستاوردهای محدودتری از آنچه در تنخ نمایانده شده، داشته‌است. استیون مک‌کنزی در کتاب شاه داوود: زندگینامه (۲۰۰۰) و بروخ هالپرن در کتاب شیاطین مخفی داوود: مسیح، قاتل، خائن، پادشاه (۲۰۰۱) همان نظراتی که از ۱۹۸۰ به این سمت میان محققان مقبول بوده را دنبال کرده‌اند و تلاش کرده‌اند با نفوذ به لایه‌های زیرین متون «بذر تاریخی» آن‌ها را بیابند. در نظر مک‌کنزی و هالپرن، داوود مبارزی تشنه قدرت بوده و خصیصه‌های اخلاقی‌اش با استانداردهای امروز همخوانی نداشته‌است. در نظر اینان، نویسندگان کتاب مقدس کمبودهای داوود را برطرف و دربارهٔ شخصیت و دستاوردهای او بزرگنمایی کرده‌اند.
بررسی انتقادی داستان‌های کتاب مقدس محققان را به یک نتیجه دیگر هم رسانده؛ داوود لزوماً جانشین شائول نبوده‌است، بلکه او حاکم رقیبی بوده که موفق به سلطه بر قلمروی شائول شده‌است. این نظریه از زمان ابراز تردیدها دربارهٔ اینکه یهودا و اسرائیل تا پیش از شکل‌گیری دولت در منطقه، ملت واحدی بوده‌اند پر رنگ‌تر هم شده‌است. در داستان، داوود ابتدا در یهودا و سال‌ها بعد در «همه اسرائیل» پادشاه نامیده می‌شود و نویسندگان تنخ به تکرر از قلمروی او با عنوان «اسرائیل و یهودا» یاد کرده‌اند. بدین ترتیب، آنچه بعد از مرگ شائول روی داده، انتقال سلطنت از شاهی به شاهی دیگر نبوده بلکه اسرائیل به یهودا ضمیمه شده‌است، آن هم با کمک احتمالی از سوی فلیسطی‌ها. داوود جد سلسله پادشاهی یهودا (در جنوب) بوده و پادشاهان این سلسله مدعی حکومت بر قلمروی سبط بنیامین (در شمال) بوده‌اند و به همین جهت در منابع خود داوود را از رقیب دیرین شائول به جانشین او تبدیل کرده‌اند.
نظرات دیگری نیز وجود دارد؛ پژوهشگرانی چون لمخ اعتقاد دارند مطالب کتب سموئیل و پادشاهان را نمی‌توان «تاریخ» نامید. لمخ معتقد است هیچ اثری از داوود و سلیمان در یافته‌های باستان‌شناسی نیست، مدرکی وجود ندارد که ثابت کند داوود به لحاظ تاریخی وجود داشته‌است. محققانی که منکر موجودیت تاریخی داوود هستند، او را شخصیتی مشابه شاه آرتور می‌دانند که بعدها به وجود آمده‌است. از سوی دیگر افرادی چون پرووان و لانگمن می‌گویند دلایل قانع‌کننده‌ای برای برتر دانستن نظرات محققان معاصر نسبت به آنچه کتاب مقدس نمایانده، ارائه نشده‌است.

## در ادیان

### یهودیت

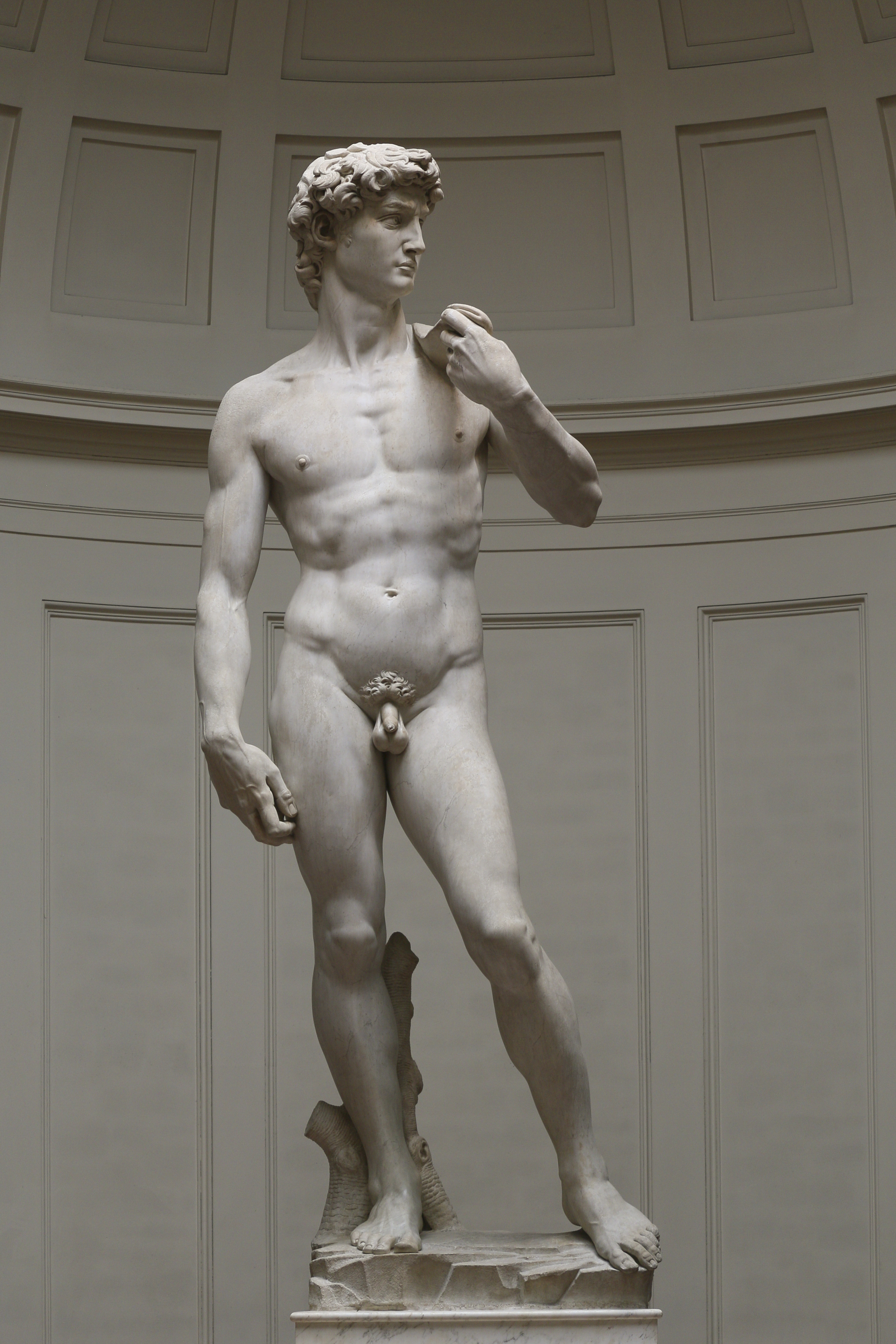
تندیس داوود اثر میکل‌آنژ، از مهم‌ترین شاهکارهای هنر رنسانس

داوود در متون آگادایی یهودی حضور پررنگی دارد و منابع یهودی به بخش‌های مختلف سرگذشت و سلطنت او پرداخته‌اند. او جایگاه بالاتری نسبت به سایر پادشاهان اسرائیل دارد و در متون میدراشی گفته شده که خدا چشم به راه روزی است که داوود را تا ابد پادشاه کند و کسانی که با سلطنت سلسله داوود مخالفند، شایسته نیش مار هستند. فریسیان با استناد به هلاخا پادشاهی کسانی که از سلسله داوود نبودند را هم می‌پذیرفتند اما آن‌ها را با داوودیان در یک مرتبه قرار نمی‌دادند. به عنوان مثال، تنها پادشاهان سلسله داوود حق قضاوت داشتند و مسح می‌شدند. با این حال، حکومت او و سلسله‌اش مخالفانی هم داشت که نظراتشان در تلمود بازتاب داشته‌است؛ مثلاً در پرسش و پاسخی دربارهٔ ازدواج یهودیان با غیریهودیان، گفته شده «به جای اینکه بپرسید او (داوود) شایسته سلطنت هست یا نه، بپرسید اصلاً اجازه دارد وارد شورای یهودیان شود. می‌دانید چرا؟ چون از نسل روت موأبی است!» در عمیده، مهم‌ترین دعای عبادت یهودی، دعایی دربارهٔ بازگشت سلطنت داوود وجود دارد.
در منابع یهودی دربارهٔ قدرت جسمانی داوود گفته شده او در جوانی به اندازه‌ای قوی بود که در یک روز چهار شیر و سه خرس را کشت و یک ضربه نیزه‌اش برای کشتن ۸۰۰ نفر کافی بود. پنج سنگی که به نبرد جالوت برد، نشانه یهوه، هارون و سه شه‌پدر (ابراهیم، اسحاق و یعقوب) بودند. داوود در ۱۸ نبرد شرکت کرد؛ ۵ نبرد برای خودش و ۱۳ نبرد برای اسرائیل و همیشه پیروزی‌اش را متعلق به یهوه می‌دانست. در متون ربانی داوود شاعر و دانشمند است؛ او در شکم مادرش و در روز مرگش هم شعرخوانی می‌کرد. متون آگادایی ماجرای چنگ‌نوازی داوود در دربار شائول را بسط داده‌اند؛ مثلاً، گفته شده چنگی بالای تختش آویزان بود و چون باد شمالی می‌وزید، خودکار شروع به نواختن می‌کرد. در تلمود بحثی دربارهٔ انتساب تمام مزامیر به داوود موجود است و ربی‌ها نظرات مختلفی ابراز کرده‌اند. دربارهٔ مطالعه تورات توسط او گفته‌اند او به اندازه‌ای غرق در تورات بود که فرشته مرگ نمی‌توانست جانش را بگیرد زیرا فرد در هنگام مطالعه تورات نمی‌میرد. داوود زمانی مرد که فرشته مرگ با خدعه حواسش را از تورات پرت کرد. ربی‌ها نقل کرده‌اند که داوود به یهوه گفت: «هر روزی که قصد می‌کنم به جایی بروم، پاهایم مرا به کنیسه و کتابخانه می‌برند.»
انتقاد از داوود در متون ربانی کم نیست اما ربی‌ها معمولاً او را در ماجرای بث‌شبع بی‌گناه جلوه داده‌اند. به عنوان مثال، گفته‌اند او مقرر کرده بود «هر که به جنگ می‌رود، برگه طلاق از همسرش را بنویسد.» یا گفته شده او بعد از انجام گناه، بسیار توبه کرد و یهوه او را بخشید؛ پس داوود پاسخ داد: «مرا نشانه‌ای ده» و یهوه در جواب گفت «این نشانه را در روزگار سلطنت پسرت سلیمان آشکار خواهم کرد.» متنی می‌گوید «داوود گناه نکرد… او تنها به این عمل فکر کرد اما انجامش نداد.» ربی‌ها در نقد داوود گفته‌اند که او به اندازه‌ای به خود مطمئن بود که از یهوه خواست او را با بث‌شبع آزمایش کند تا بدین طریق ثابت کند که با ابراهیم، اسحاق و یعقوب قابل مقایسه است. متون ربانی جمله «اگر خدا تو را علیه من تحریک کرده، بادا که این هدیه را بپذیرد» که داوود به شائول می‌گوید را ناپسند یافته‌اند؛ با این حال، همچنین گفته‌اند که او به خاطر این‌گونه صحبت‌کردن دربارهٔ خدا غمگین شد. او را بابت خوشحالی برای مرگ شائول سرزنش کرده‌اند: «[خدا] به داوود گفت برای نابودی شائول آواز می‌خوانی؟ اگر تو شائول بودی و او داوود، داوودهای بسیاری را پیش رویش نابود می‌کردم.» او را بابت توهین به تورات و اعمال فرزندانش هم نقد کرده‌اند.

### مسیحیت
«مسیحا» یا «مسیح» که در تنخ لقب داوود است، لقب پادشاهان یهودا از سلسلهٔ داوود هم بود. از زمان سقوط پادشاهی یهودا و تبعید به بابل، یهودیان به انتظار روزی ماندند که شاهزاده ای از نسل داوود پادشاهی سلسله را برقرار کند. به همین دلیل، «مسیح» به اصطلاحی برای منجی آخرالزمانی یهودیت تبدیل شد. مسیحیان معتقدند عیسی همان مسیحای موعود است. در اناجیل هم او از نسل داوود معرفی شده‌است.

### اسلام
داوود شخصیت معروفی نزد شاعران عرب در دوره پیش از اسلام بوده‌است. اعراب پیش از اسلام او را مخترع زره می‌دانستند و همچنین از مربوط بودن زبور به او آگاه بوده‌اند. محمد نیز در قرآن این ویژگی‌ها را به داوود منسوب کرده و به علاوه، اشاره کرده که خدا به او آموزش داد چگونه آهن را نرم کند. اشارات دیگری هم به داوود در قرآن وجود دارد؛ او کشنده جالوت است و الله به او پادشاهی و پیامبری بخشیده‌است. داوود در قرآن «خلیفه روی زمین» توصیف شده و قرآن می‌گوید خدا به او «علم»، «حکمت» و توانایی «حکم کردن» اعطا کرده بود. به گفته قرآن، الله پرندگان و کوه‌ها را به خدمت او درآورد. در سوره انبیاء، روایت شده که داوود و سلیمان تحت نظر خدا دربارهٔ زمینی که گله‌ای به آن آسیب رسانده بود، قضاوت کردند. مختصر بودن روایت قرآن نشان می‌دهد که این قصه، داستان معروفی نزد اعراب بوده‌است.
قصه مرد غنی و مرد فقیر که ناتان در کتاب دوم سموئیل برای داوود تعریف می‌کند، با تغییراتی در سوره ص بازگو شده‌است و به نظر می‌رسد اشاره‌ای به ماجرای داوود و همسر اوریای حتی است. در واقع، قصه زنای داوود و بث‌شبع در قرآن وجود ندارد اما آیات بعدی سوره ص نشان می‌دهد که داوود خود را گناهکار می‌داند و به درگاه خدا برای توبه دعا می‌کند. بنابر یک دیدگاه نخستین مفسران مسلمان این آیات را اشاره‌ای به ماجرای زنای داوود و بث‌شبع تفسیر کرده‌اند اما با گذشت زمان و به وجود آمدن مفهوم «عصمت» پیامبران نزد مسلمانان، از مرتبط دانستن این آیات با بث‌شبع فاصله گرفتند. در مقابل در منابع شیعه احادیثی از علی بن ابی‌طالب، امام اول، جعفر صادق، امام ششم، و علی بن موسی الرضا، امام هشتم، در نفی روایت ازدواج داوود با همسر اوریا ذکر شده و علی بن ابی طالب در دو حدیث حکم داده که هر کس چنین روایتی را نقل کند دو حد معادل ۱۶۰ تازیانه بر وی جاری می‌کند. یکی از قصه‌های قرآنی داوود به نظر ریشه مسیحی دارد: در سوره مائده، داوود و عیسی گروهی از مردم اسرائیل را لعنت می‌کنند زیرا آن‌ها از احکام خدا پیروی نمی‌کردند.
در احادیث به تقوای داوود در نماز و روزه اشاره شده‌است. مفسران، مورخان و نویسندگان قصص الانبیاء داوود را یک پیامبر نامیده‌اند و اطلاعات بیشتری با استفاده از منابع یهودی و مسیحی دربارهٔ او نقل کرده‌اند؛ ماجرای حسادت طالوت (شائول) به داوود و شورش ابشالوم از این دست هستند. آنان همچنین زنای داوود با همسر اوریای حتی را نیز ذکر کرده‌اند و آن را مدرکی برای اثبات لغزش داوود که در سوره ص به آن اشاره شده، دانسته‌اند. به اغلب این داستان‌ها شاخ و برگ زیاد داده شده‌است. یکی از مواردی که در ادبیات مسلمانان داوود نسبت داده شده، صدای زیبا است که جن و انس را تحت تأثیر خود قرار می‌داده‌است.